# Эдвардс Бельо, Хоакин

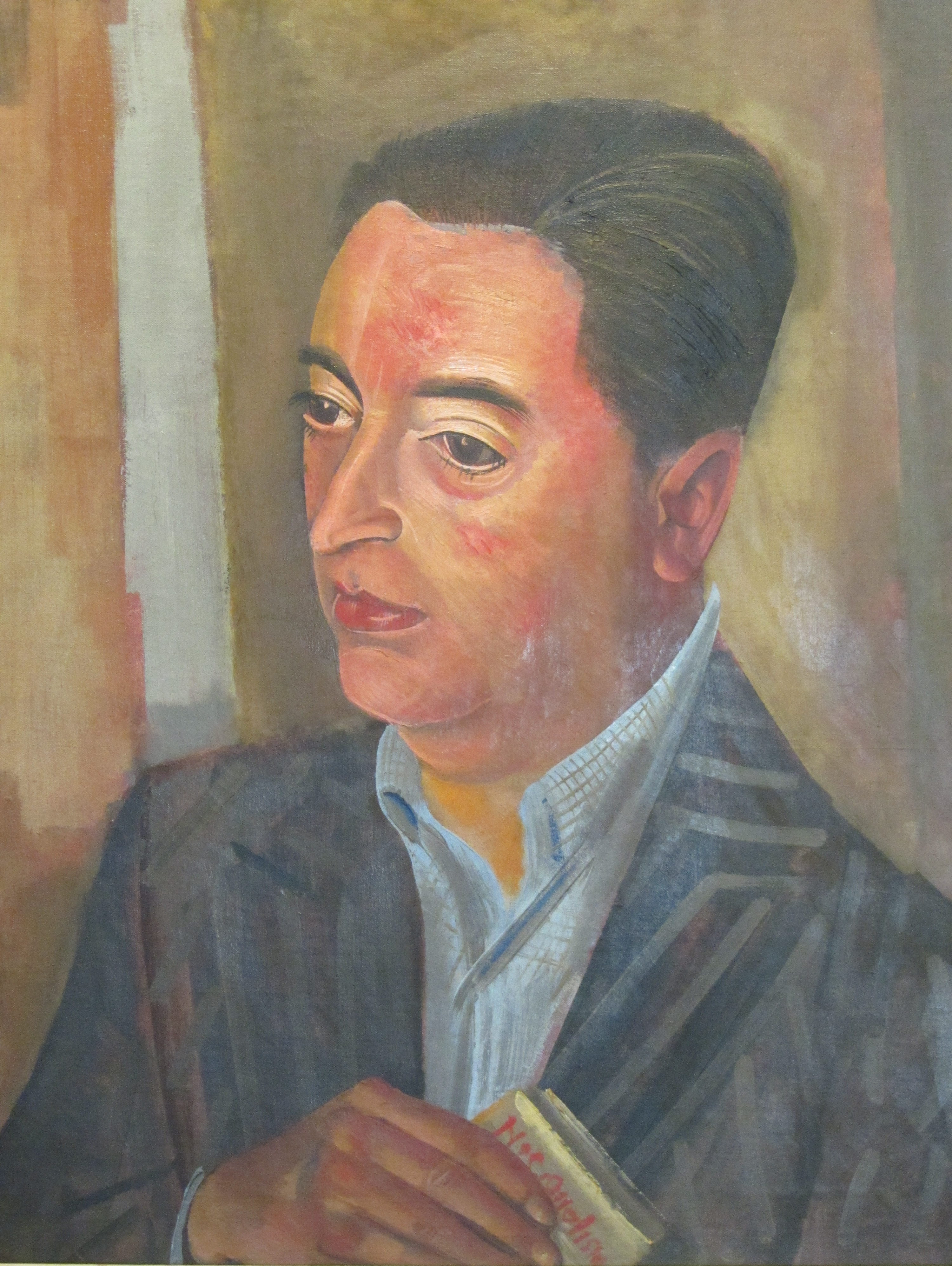
Портрет Хоакина Эдвардса Бельо кисти худ. Бориса Григорьева

Хоакин Эдвардс Бельо (исп. Joaquín Edwards Bello; 10 мая 1887,  Вальпараисо — 19 февраля 1968) — чилийский писатель и журналист. Представитель натурализма в чилийской литературе начала XX века. Член Чилийской Академии языка (с 1954).
Лауреат Национальных премий Чили в области литературы (1943) и журналистики (1959).

## Биография

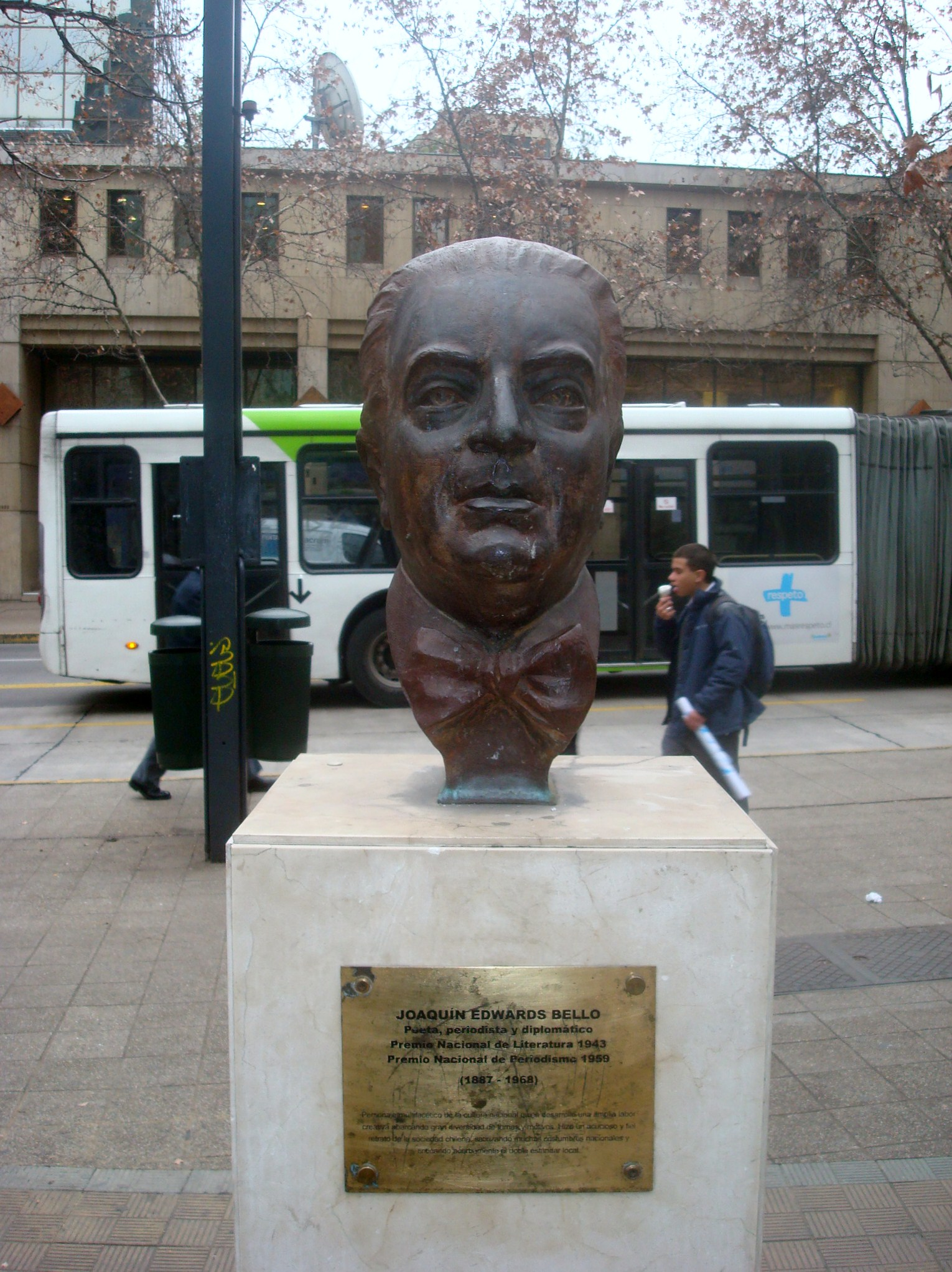
Бюст Хоакина Эдвардса Бельо в Провиденсия (Сантьяго, Чили)

Британец по происхождению. Сын влиятельных родителей-банкиров. Учился в одном из лучших учебных заведений в Вальпараисо — школе Маккей, затем — в лицее Эдуардо де-ла-Барра. Для завершения его образования, в 1904 году семья решила отправить его в Европу, однако Хоакин, чувствовавший с детства литературное призвание, отказался от планов родителей и занялся журналистикой, стал хроникёром.

## Творчество
В первом романе «Никчёмный» («El unútil», 1910), в дилогии «Колыбель Эсмеральдо» («La cuna de Esmeraldo», 1918) и «Голодранец» («El Roto», 1920), а также в романе «Девушка из Крильона» («La chica del Crillón», 1935) нарисованы разоблачительные картины буржуазных нравов, социальных пороков капиталистического города.
Для писателя характерно постоянство критических взглядов на окружающую действительность, неизменный интерес к судьбе людей социального дна; отсюда и заданность повторяющихся в его романах образов и ситуаций.
Значительно публицистическое наследие Хоакина Эдвардса Бельо (автобиографической книге «Вальпараисо — город ветров» — «Valparaíso, la ciudad del viento», 1931).
В конце жизни полностью посвятил себя журналистике.

## Избранная библиография
- El inútil (Santiago, Imprenta y Litografía Universo, 1910)
- El mounstruo: novela de costumbres chilenas (Imprenta La Ilustración)
- El roto (Santiago, Editorial Chilena, 1920)
- La muerte de Vanderbilt (Cóndor, 1922)
- El nacionalismo continental (Madrid, Imp. G. Hernández y Galo Sáez, 1925)
- El chileno en Madrid (Santiago, Nascimento, 1928)
- Cap Polonio (La novela nueva, 1929)
- Valparaíso, la ciudad del viento (Santiago, Nascimento, 1931).
- Criollos en París (Santiago, Nascimento, 1933)
- La chica del Crillón (Santiago, Ercilla, 1935)
- Crónicas (Santiago, Zig-Zag, 1964)